# Џош Акојон
Џош Акојон (енгл. Josh Akognon; Гринбре, Калифорнија, 10. фебруар 1986) је америчко–нигеријски кошаркаш. Игра на позицији плејмејкера.

## Средња школа и колеџ
Док је наступао у средњој школи Каза Гранде из Калифорније, био је сматран за НБА потенцијал. Водио је своју школу до најбоље сезоне у историји 2003, што му је донело позив Вашингтон Стејт универзитета. Џош је добио прилику да у својој првој години почне као стартер, али није био спреман за ту улогу и брзо је изгубио место, а на крају године одлучио је да пређе на мањи колеџ Фулертон, где је имао већу минутажу. На Фулертону је био водећи играч тима, постизао је у просеку преко 20 поена уз сјајне проценте шута, поготово за три поена (преко 40%).

## Професионална каријера
Није изабран на НБА драфту 2009. и одлучио је да почне своју професионалну каријеру у Европи. Први тим му је био естонски Калев, за који је наступао само пет пута у ВТБ лиги. Бележио је 15 поена, два скока, 1.8 асистенција и једну украдену лопту по утамици, уз индекс корисности 8,6. После ове сезоне у Европи, остатак каријере је проводио у Кини и НБА развојној лиги, али је забележио и три наступа током 2013. године за Далас мавериксе у НБА.
Током сезоне 2014/15. за кинески Фошан је бележио просечно 31,9 поена за 40,4 минута по мечу. Такође, био је и најбољи тројкаш лиге са невероватних 5,8 тројки по мечу, уз фантастичних 46% шута. Почетком марта 2015. постао је члан београдског Партизана са којим је потписао уговор до краја сезоне. Ипак напустио је црно-беле након само месец и по дана. Званично је раскинуо уговор 23. априла 2015. Одиграо је 6 утакмица у Јадранској лиги, на којима је бележио просечно 10,5 поена и по 1,5 асистенцију и скок по утакмици. Такође је одиграо и један меч Суперлиге Србије, против Константина, на којем је за 17 минута забележио 11 поена и две асистенције.

## Репрезентција
Акојон је био део репрезентације Нигерије 2006. године која је на Светском првенству савладала репрезентацију Србије и Црне Горе у групној фази такмичења. Као млад играч није имао већу улогу на том првенству.